# Österreichischer Gesundheits- und Krankenpflegeverband
Der Österreichische Gesundheits- und Krankenpflegeverband ist eine Berufsvertretung der Pflegerinnen und Pfleger als Verein mit freiwilliger Mitgliedschaft.

## Mitgliedschaft
Die Mehrzahl der Mitglieder sind Diplomierte Gesundheits- und Krankenpfleger mit dreijähriger Ausbildung, die in Österreich laut Gesetz mit Gehobener Dienst bezeichnet werden. Weiters gibt es als Mitglieder die Pflegehelfer mit einjähriger Ausbildung. Daneben gibt es die Mitgliedschaft für die Sanitätshilfsdienste. Auch Schüler des Pflegeberufes können Mitglieder sein.

## Gründung
Der Österreichische Gesundheits- und Krankenpflegeverband wurde 1933 gegründet, jedoch im Zuge des Anschlusses von Österreich an Hitler-Deutschland verboten und zerstört.

## Neugründung des Verbandes nach dem Zweiten Weltkrieg
Lilli Petschnigg, österreichische Fürsorgerin, Hebamme und Krankenschwester, hat die Internationale Fortbildungsschule der Liga der Rotkreuz-Gesellschaften in London besucht und dann dort in der Zentrale des Weltbundes der Krankenschwestern und Krankenpfleger gearbeitet. Sie arbeitete dann in Genf in der Liga der Rotkreuz-Gesellschaften und wurde 1947 von Genf aus in das noch von den vier Alliierten besetzte Österreich entsandt, um den Österreichischen Pflegeverband neu aufzubauen. Am 12. April 1948 wurde dann die Vereinigung diplomierter Krankenschwestern und Krankenpfleger Österreichs in Wien neu gegründet. Präsidentin wurde Marie Therese Strobl, damals Oberschwester und später Schuloberin im Rudolfspital der Stadt Wien. Vizepräsidentin wurde Therese Fleischhacker, Oberin in Graz. Vertreterin der Ordensschwestern wurde Sr. Oberin Siegmara Bachmann. Es gab eine schriftliche Reaktion des Österreichischen Gewerkschaftsbundes gegen die Neugründung einer eigenen Berufsvertretung der Pflegerinnen und Pfleger, mit der Meinung, dass der Pflegeberuf im Gewerkschaftsbund und in der Arbeiterkammer bereits eine Interessensvertretung habe. Die erste Jahrestagung mit 350 Teilnehmerinnen war im September 1948 in Linz. Es wurde die Bildung von neun Bundesländerverbänden beschlossen. Schwesternschülerinnen konnten nun im 2. Ausbildungsjahr vorläufig beitreten. Vom Nationalrat wurde einstimmig ein Krankenpflegegesetz beschlossen, welches mit 30. März 1949 in Kraft trat. Am 4. Internationalen Kongress des Weltbundes der Pflege im Jahre 1949, dem ersten Kongress nach dem Krieg, nahmen 2400 Schwestern aus aller Welt teil, und der Österreichische Vereinigung sowie die Deutsche Schwesterngemeinschaft wurden wieder in den Weltbund aufgenommen.

## Interessen des Verbandes
Die Ziele des Verbandes sind alle Angelegenheiten der Ausbildung und Fortbildung und die Rechte und die Pflichten des professionellen Berufsstandes im Rahmen der zuständigen Gesetze. Ein weiteres Ziel ist die Mitarbeit an der Entwicklung von internationalen Qualitätsstandards im Bereich der Pflege und der Aufbau der Pflege als Wissenschaft auf Universitätsebene.

## Verbandszeitschrift
Die Zeitschrift wurde im Jahre 1948 unter der Bezeichnung Die Krankenschwester begonnen, und 1967 in Österreichische Schwesternzeitung umbenannt. Heute nennt sich die Zeitung des Verbandes Österreichische Pflegezeitschrift und erscheint jeden zweiten Monat.